# Proa valdearinnoensis
Proa valdearinnoensis é uma espécie de dinossauro do clado Hadrosauriformes. É a única espécie descrita para o gênero Proa. Seus restos fósseis foram encontrados na formação Escucha, na província de Teruel, Espanha, e data do Cretáceo Inferior (Albiano).